# Nônio Tineio Tarrutênio Ático
Nônio Tineio Tarrutênio Ático (em latim: Nonius Tineius Tarrutenius Atticus) foi um nobre romano pagão presumivelmente ativo em meados do século IV em Tibur, na Itália. Era um homem claríssimo e, portanto, membro do senado. Era esposo da mulher claríssima Máxima e provavelmente o pai do prefeito pretoriano da Itália e cônsul posterior Nônio Ático Máximo e Nônia Máxima, esposa de Aviânio Vindiciano. Se sabe que Ático teria falecido aos 28 anos, porém o ano é incerto.